# U-3516
U-3516 – niemiecki okręt podwodny (U-Boot) typu XXI z okresu II wojny światowej. Okręt wszedł do służby w 1944 roku.

## Historia
Zamówienie na budowę okrętu zostało złożone w stoczni F.Schichau GmbH w Gdańsku. Rozpoczęcie budowy okrętu miało miejsce 28 sierpnia 1944. Wodowanie nastąpiło 4 listopada 1944, przekazanie do służby 18 grudnia 1944. 
Okręt odbywał szkolenie początkowo w 8. Flotylli w Gdańsku, a od 16 lutego 1945 w 5. Flotylli w Kilonii.
Zatopiony przez własną załogę 2 maja 1945 w Travemünde w ramach operacji Regenbogen. Po wojnie wrak okrętu podniesiono i złomowano.
Dowódcy:

18.12.1944 -?. 03.1945 - Kapitanleutnant (kapitan marynarki) Hans Wengel

?.03.1945 - 2.05.1945 - Oberleutnant zur See (porucznik marynarki) Heinrich Grote 